# Řád kultury (Afghánistán)
Řád kultury (paštunsky د فرهنګ امر) bylo státní vyznamenání Afghánského království založené roku 1960. Udílen byl občanům Afghánistánu i cizím státním příslušníkům za významný přínos pro rozvoj vědy a kultury v Afghánistánu. Po zániku království bylo udíleno Demokratickou republikou Afghánistán.

## Historie a pravidla udílení
Řád byl založen dne 6. září 1960 afghánským králem Muhammadem Záhir Šáhem.
Řád byl udílen občanům Afghánistánu i cizím státním příslušníkům za jejich významný přínos pro rozvoj vědy a kultury v Afghánistánu. Udílen byl zejména osobám, které významně přispěly k rozvoji afghánské literatury, vytvořily umělecká díla vysoké kvality nebo se podílely na významném výzkumu ve vědecké či umělecké oblasti. Udílen byl i pracovníkům v oblasti kultury, vědy a vzdělávání za více než 20 let bezchybné práce. Mohl být však udělen i lidem, kteří v oblasti vědy, kultury a umění přímo nepracovali, ale významně přispěli k jejich rozvoji a prosperitě.
Nominace na udělení vyznamenání náležela příslušným oddělením ministerstva školství, vysokých škol, nezávislého tisku, vědeckých a uměleckých sdružení a také guvernérům a vyšším úředníkům. Navržení kandidáti byli schvalováni Vysokou radou věd a umění a potvrzování předsedou vlády Afghánistánu. Řád byl udílen jménem krále zvláštním královským dekretem.

## Třídy
Řád byl udílen ve třech řádných třídách:
- I. třída
- II. třída
- III. třída

## Insignie
Řádový odznak I. třídy měl podobu zlacené čtyřcípé hvězdy. Mezi hlavními cípy bylo pět bíle smaltovaných obdélníkových paprsků o různé délce. Uprostřed byl bíle smaltovaný medailon. V medailonu byla kniha, kalamář s brkem a šavle. Spodní část hvězdy byla v levé části obklopena olivovou ratolestí a v pravé části třemi pšeničnými klasy. Oba výjevy pak byly spojeny bíle smaltovanou stuhou s nápisem.
Řádový odznak II. třídy měl tvar zlacené pěticípé hvězdy. Mezi hlavními cípy bylo šest kratších bíle smaltovaných paprsků. Uprostřed hvězdy byl medailon v němž byla vyobrazena zeměkoule zobrazující východní polokouli. Pod hvězdou byla kniha a kalamář s brkem. Spodní část hvězdy byla v levé části obklopena olivovou ratolestí a v pravé části třemi pšeničnými klasy. Oba výjevy pak byly spojeny bíle smaltovanou stuhou s nápisem.
Řádový odznak III. třídy měl podobu pozlacené otevřené knihy na které byla zeměkoule zobrazující východní polokouli. Přes knihu bylo položeno psací pero ponořené do kalamáře. Pod knihou byla bíle smaltovaná stuha s nápisem. Spodní část odznaku byla v levé části obklopena olivovou ratolestí a v pravé části třemi pšeničnými klasy.
Stuha byla červená s úzkým černým pruhem na levé straně a s úzkým zeleným pruhem na pravé straně. Šířka stuhy byla 37 mm a proužky byly široké 1 mm.
Řád se nosil nalevo na hrudi.